# Polikarpov I-17
Pour les articles homonymes, voir I-17.
Le Polikarpov I-17 (en russe : Поликарпов И-17) est un prototype (trois exemplaires) d'avion de chasse de l'entre-deux-guerres, conçu en URSS par Nikolaï Polikarpov. Il ne fut pas produit en série, contrairement à son prédécesseur Polikarpov I-16, ni utilisé par les Forces aériennes soviétiques.